# ハルハ

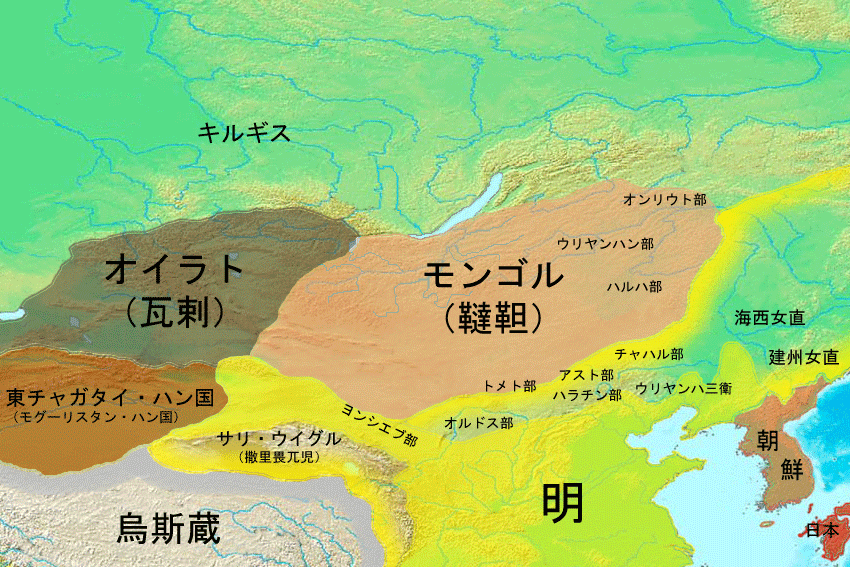
15世紀の東アジア諸国と北方諸民族。

ハルハ（モンゴル語:ᠬᠠᠯᠬ᠎ᠠ　転写：qalq-a, Khalkha, Халх, [χɑɬχ]、中国語：喀爾喀 Kāĕrkā）は、近世モンゴルの一部族であり、現在のモンゴル国の多数派民族である。中国の内モンゴル自治区にもハルハの一部が住む。北元が滅んだ後の大順・大西・南明・清が競立期の中国地図では「喀爾喀部」「後元」「韃靼」など様々に記されている。

## 歴史

### 起源
ハルハの起源は、元朝の左翼五投下であるジャライル部ムカリ国王家の所管にさかのぼり、その名称はハルハ川に由来する。1487年にモンゴルのバト・モンケ(Batu Möngke)がハーンの位に就いてダヤン・ハーン(Dayan Qaγan)と名乗ると、モンゴルを左翼と右翼の大きく2つに分け、さらに左翼をチャハル，ハルハ，ウリヤンハン、右翼をオルドス部，トゥメト，ヨンシエブに分けた。この6つの大部族をトゥメン（万人隊）といい、ハルハ部はハルハ・トゥメンとも呼ぶ。

### 五部ハルハと七旗ハルハ
ハルハ・トゥメンにはダヤン・ハーンの第5子アルジュボラトと第11子ゲレセンジェが婿に入り、その首長となった。
モンゴル宗家である左翼のチャハル部長ダライスン・ゴデン・ハーンと、右翼のトゥメト部長アルタン・ハーンとの間で争いが起きると、ハルハ部は二つに分かれてそれぞれにつくこととなる。1547年、アルジュボラトの配下部族はダライスン・ハーンに率いられて大興安嶺山脈の東に移住し、その5人の孫にちなんで、のちに五部ハルハ（タヴ・オトク・ハルハ）もしくは内ハルハと呼ばれる。ゲレセンジェの配下部族はアルタン・ハーンに附き、その7人の子にちなんで、のちに七旗ハルハ（ドロー・ホシューン・ハルハ）もしくは外ハルハと呼ばれる（ただし、「七旗」というはあくまで名称であり、実際には13部に分かれていた）。外ハルハは後に外モンゴルとなる。

### 七旗ハルハの左右翼
ダヤン・ハーンの死後、その母方の部族であるウリャンカイが反乱を起こしたので、ウリヤンハン以外の左右翼トゥメンは1538年にウリヤンハンを討伐し、部族を解体した。東隣であった七旗ハルハはウリヤンハンの一部を吸収して牧地をハルハ川から西方に広げ、現在のモンゴル国中央部ヘンティー山脈からハンガイ山脈まで達することとなった。
このように、広大な領土を支配するようになった七旗ハルハは大きく2つに分かれることとなり、ゲレセンジェの長子アシハイの系統は右翼、ゲレセンジェの第3子ノーノホの系統と第5子アミンドラルの系統は左翼となった。

### ハルハの3ハーン

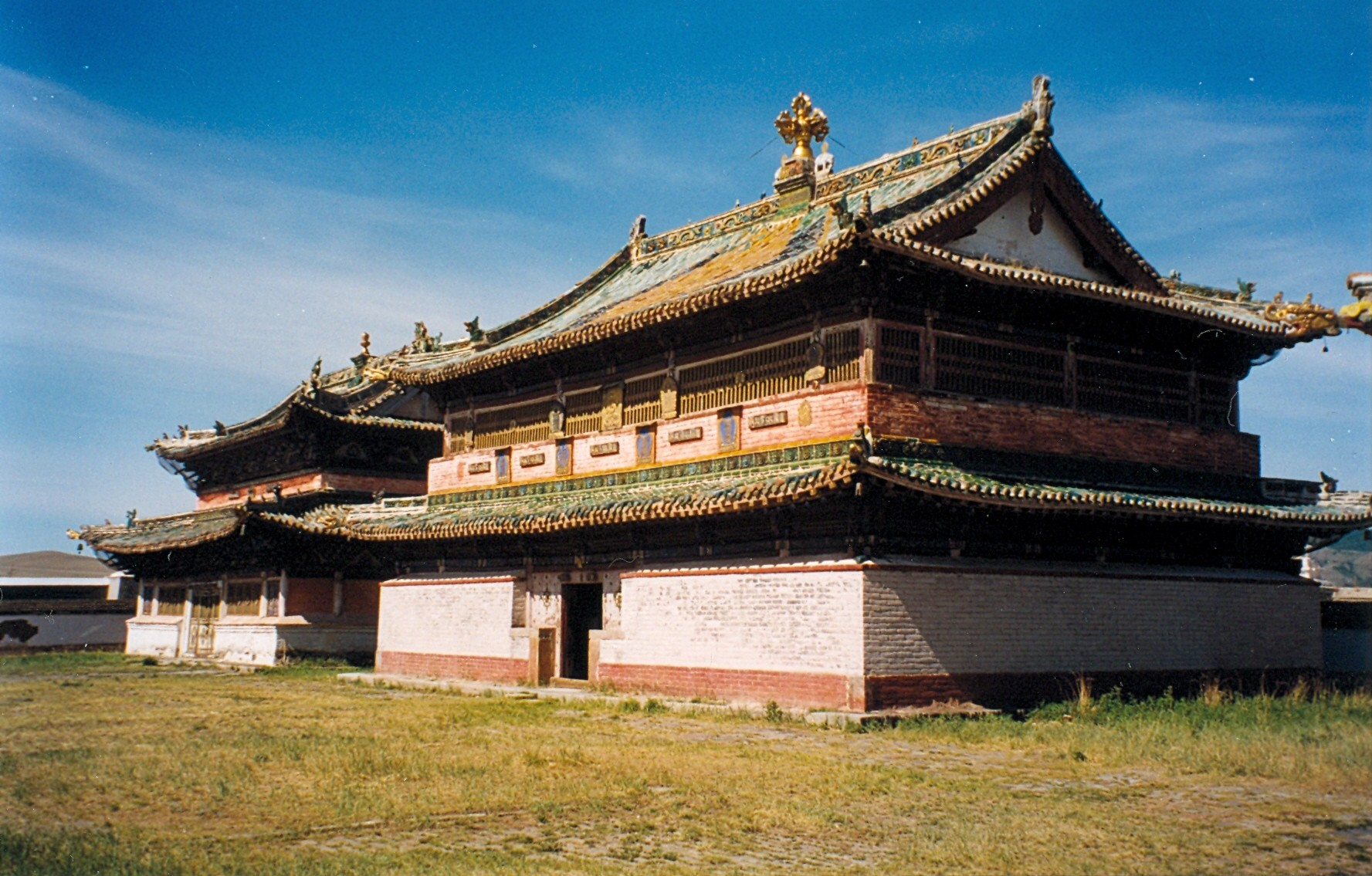
16世紀、ハルハ中央部にアバダイ・ハーンが作ったエルデネ・ゾー

1580年代前半、ノーノホの子アバダイはアルタイ山脈の北でオイラトを破って有名となり、1585年に旧モンゴル帝国の首都カラコルムに仏教寺院エルデネ・ゾーを建立した。翌年（1586年）には内モンゴルに出向いて、巡錫中のダライ・ラマ3世に謁見し、「法の大金剛王（ノムン・イェケ・オチル・ハーン）」の称号を賜り、ハルハ部で最初のハーンとなる。彼の子孫は後にハルハ左翼の盟主トシェート・ハーン家となる。アバダイ・ハーンの死後、オイラト討伐を引き継いだのがアシハイの孫ライフル・ハーンであり、彼の子孫は後にハルハ右翼のジャサクト・ハーン家となる。これにアミンドラルの子孫のチェチェン・ハーン家を加えて「3ハーン」と呼ばれる。

### ハルハのアルタン・ハーン
ライフル・ハーンのオイラト討伐で先鋒を務めたのは従兄弟のウバシ・ホンタイジで、彼はアルタン・ハーン（黄金可汗の意で、16世紀後半にモンゴルを再統一したトゥメト部長アルタン・ハーンとは別人）と名乗ってロシアと関係を持ち、ロシアから「モンゴル王」と呼ばれた。しかし、ウバシ・ホンタイジは1623年に四オイラト連合軍の侵攻に遭って殺されてしまう。このことは後にオイラトの英雄叙事詩『ウバシ・ホンタイジ伝』として語り継がれることとなる。

### 北元の滅亡とオイラト和睦
1635年、北元のエジェイが後金に降伏し、皇帝の玉璽「制誥之宝」を太宗（愛新覚羅皇太極）に献上した。これによりハルハ部を除くモンゴル部族連合はすべて後金の支配下に入った。
後金の太宗は1636年に国号を大清（満洲語: ᡩᠠᡳ᠌ᠴᡳᠩ
ᡤᡠᡵᡠᠨ、転写: daicing gurun ダイチン国）に改めた。
これに対して、清の脅威にさらされた外モンゴルのハルハとオイラトの各部は同盟を結び、1640年に「ハルハ・オイラド法典」（「オイラト・モンゴル法典」）を制定して部族間関係を調整、ハルハとオイラトの抗争はやんだ。

### ウバシの後継者たち
ウバシの子バトマ・エルデニ・ホンタイジ（オンブ・エルデニ）は父の後を継ぎ、2代目アルタン・ハーンとしてロシアと外交した。1639年にはロシアに初めて茶をもたらした。1652年、バトマは老衰のため、子のロージャン（エリンチン・ロブザン・タイジ）に譲位し、1659年に死去した。
1662年、3代目アルタン・ハーンを名乗ったエリンチン・ロブザン・タイジは、宗主にあたるジャサクト・ハーンのワンシュクを襲撃して殺害した。これによってエリンチンはハルハ左翼のトシェート・ハーンとオイラトのジュンガル部長センゲから追われることとなり、1667年に捕まる。しかし、この混乱で生じた属民の返還について、右翼のジャサクト・ハーンと左翼のトシェート・ハーンとの間で内紛が勃発し、結果的にジュンガル部長ガルダンの侵入を招いてしまう。

### 清とハルハ
1635年、ハルハ左翼の中で最も東にあったチェチェン・ハーンが清に初めて友好使節を派遣した。これに続き左翼宗主のトシェート・ハーンも1637年に通好し始めた。こうしてハルハの領主たちは独立を保ちつつも、清との関係を持ったため、1655年には左右翼4名ずつ計8名の領主が清朝からジャサク（旗長）に任命された。ハルハの領主たちは清の支配下に入ったわけでなく、朝貢部族（＝同盟国）扱いだったため、清側から「外ジャサク」と呼ばれた。

### ロシア帝国の進出
17世紀、ロシア帝国はシベリアに進出し、東へ領土を広げた。その際、周辺の諸部族から毛皮などの貢納品を集めるため、河岸に砦もしくは要塞（オストログ）と呼ばれる冬営地を建設していった。一旦は清によって黒竜江（アムール川）一帯から駆逐されたロシア人であったが（清露国境紛争）、バイカル湖の東の地（ザバイカリエ）からモンゴルに侵入し、再び黒竜江地域にやって来てネルチンスク要塞（1654年）、ダウリヤ行政区（1656年）、セレンギンスク（1665年）、ウダの冬営地（後のウェルフネウジンスク）（1666年）を建設した。ザバイカリエにはハルハの貢納民であるブリヤート人やエヴェンキ人が住んでいたが、ロシア人の進出によって彼らがロシア側の貢納民となったため、ハルハの領主たちは何度もロシアに抗議した。
抗議が通じなかったハルハ左翼のトシェート・ハーンらは1681年から1682年にかけてザバイカリエに攻め込み、ネルチンスクに迫った。1685年、清がアルバジン攻撃を開始すると、モンゴルの部隊がセレンギンスクとウジンスクを包囲した。ハルハの大軍は1688年に再びセレンギンスクとウジンスクを包囲したが、モンゴル軍の完敗に終わった。

### ジュンガル帝国のガルダンとハルハ部の崩壊

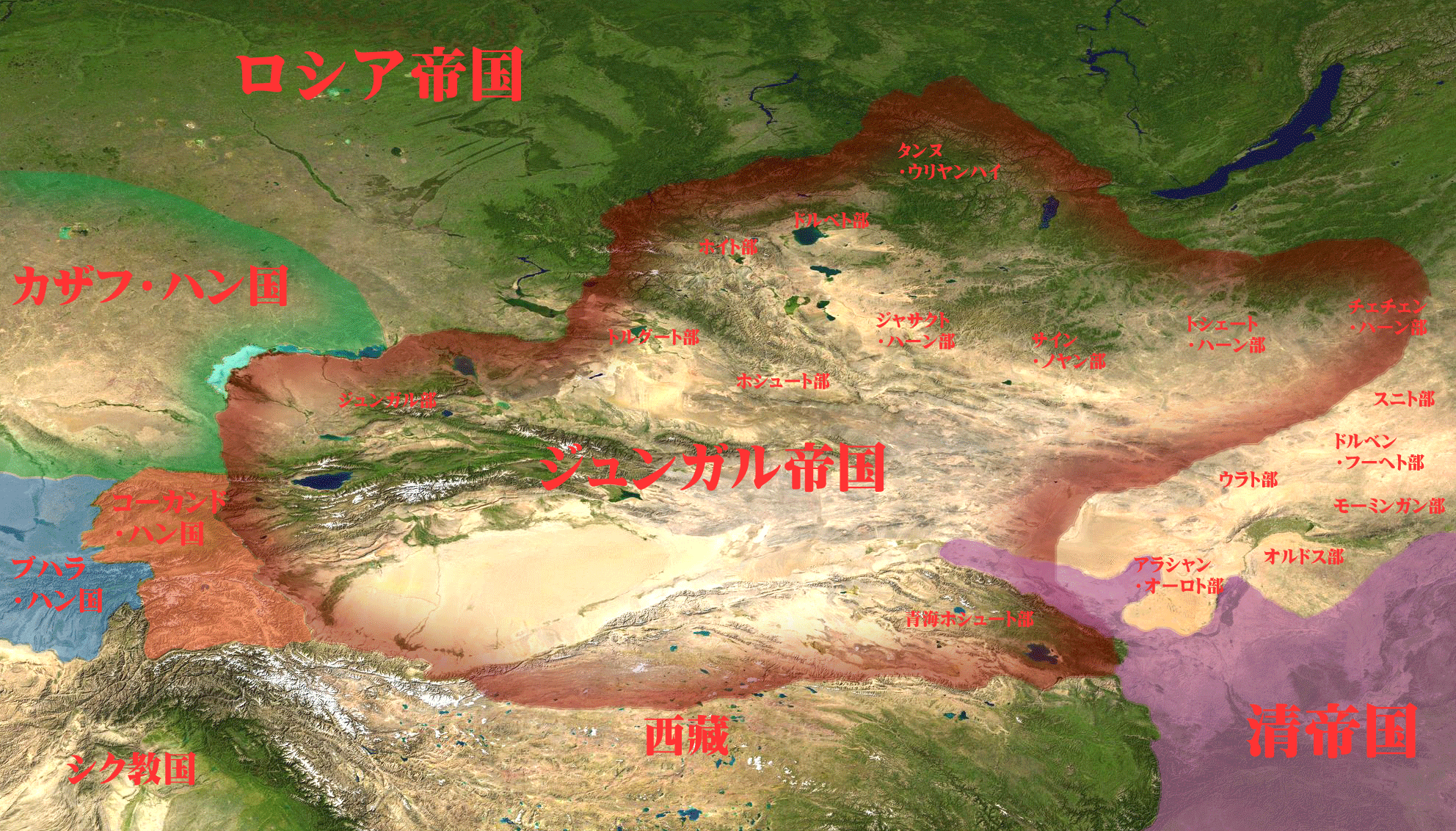
ガルダンのハルハ侵入時におけるジュンガルの版図。

属民の返還をめぐってハルハの左右翼で内紛が起きたため、1686年、清の康熙帝はダライ・ラマ5世の名代ガンデン大僧院座主の立会いのもと、トシェート・ハーンとジャサクト・ハーンを招集して会盟を開いた。ところが、トシェート・ハーンが属民の半分しか返還しなかったため、翌年（1687年）、ジャサクト・ハーンのチェングン（成袞）はオイラトのジュンガル部長ガルダンに援助を求めようとジュンガル部へ向かった。これを知ったトシェート・ハーンはチェングンを追跡して殺し、ついでにジュンガルと交戦してガルダンの弟も殺した。
1688年春、ジュンガルのガルダン・ハーンは3万の兵を率いてハンガイ山脈を越え、トシェート・ハーンの軍を破った。ガルダンは軍を2手に分け、一隊は仏教寺院エルデネ・ゾーを攻め、一隊はヘルレン川に進んでハルハ左翼のチェチェン・ハーンの遊牧地を略奪した。これによってハルハ部は大敗北を喫し、算を乱した数10万の属民はゴビ砂漠の南（内モンゴル）に逃げて清の保護を求めた。後にハルハ全土がハルハ王家の統治下になった際には、清朝皇帝から爵位を授けられる形でハルハ統治を行うことになる。

### 清の臣民として

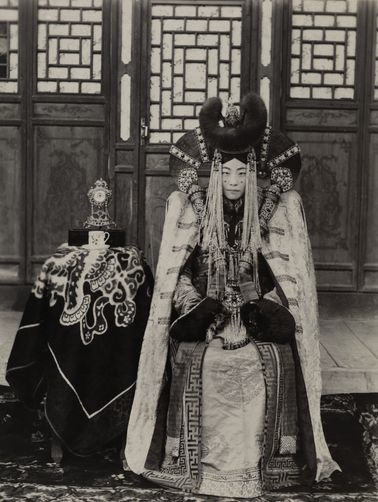
ハルハ貴族の女性

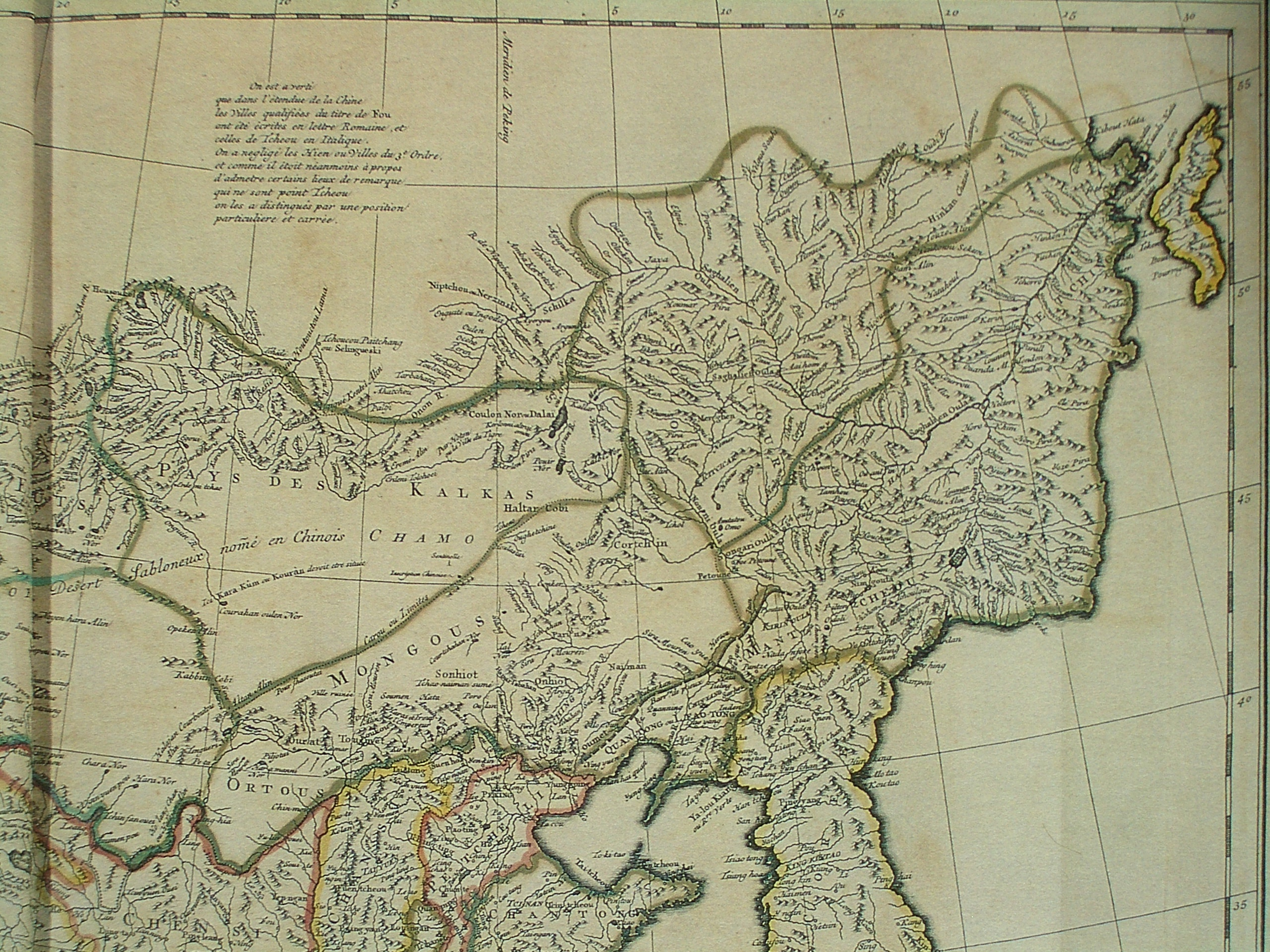
1734年出版の地図にかかれた1700年頃のハルハの領域。左中央の逆三角形の部分（Kalkas）。イエズス会のダンヴィユによる地図。

1691年、トシェート・ハーンのチャグンドルジとその弟ジェブツンダンバは元朝の夏の都であった上都の跡地で清の康熙帝に臣従を誓った。この時、ハルハ左右翼の領主たちも列席したため、オイラト部族連合を除くモンゴル民族は全て清の支配下に入ることとなった。しかし、ハルハの遊牧地である漠北はガルダンの支配下になっていたため、康熙帝は彼らの遊牧地確保のためにジュンガル討伐に乗り出す。1696年、康熙帝は現ウラーンバートル市の東方30キロにあるジョーン・モドの地でジュンガル軍と激戦し、潰滅させた。翌年（1697年）、息子に裏切られたガルダン・ハーンは流浪の末病死する。
こうして漠北に戻ることができたハルハ部であったが、1731年になって再びジュンガルの侵攻を受けた。翌年（1732年）にもジュンガルが侵攻したため、トシェート・ハーン部のダンジンドルジ親王とエフ・ツェリンが率いる2万はジュンガル軍を撃退した。この功によってエフ・ツェリンは清朝から和碩親王（ホショイチンワン）に封ぜられ、大扎薩克（ジャサク）にのぼり、雍正帝から「超勇」の称号を授かった。エフ・ツェリンは1733年に定辺左副将軍に任命されてボブドに駐在し、ジュンガルとの国境画定交渉にあたった。1739年に画定したハルハ諸部とオイラト諸部の境界は、現在のモンゴル国西部のザブハン県東端を流れるブヤント川を境とし、オイラトの遊牧はアルタイ山脈を越えないこと、ハルハの遊牧もアルタイ山脈の北までと決まった。
清朝支配下のモンゴル人は満州人の八旗制度に準じて旗（ホシューン）を基本単位とし、旗ごとに牧地を指定した。旗長（ジャサク）は世襲制で、もとのモンゴル諸部族長が任命された。『蒙古遊牧記』において、ハルハ諸部は「外蒙古ハルハ4部86旗」に分けられ、かつての3ハーン部に加えてサイン・ノヤン部がハルハ4部の1部となっている。清朝はサイン・ノヤン部とジャサクト・ハーン部を管轄するために定辺左副将軍を置き、チェチェン・ハーン部とトシェート・ハーン部を管轄するために庫倫辦事大臣（kuren de tefi baita icihiyara amban）を置いた。

### モンゴルの独立宣言
20世紀に入ると、清朝はモンゴルに対する行政改革をおこない、仏教僧侶の優遇をなくし、蒙地保護政策・漢人入蒙禁止令をやめてモンゴリアへの漢人入植をうながした。これによって内モンゴルの牧地が減少したため、外モンゴルのハルハではこの対蒙新政策に反発し、反清・反漢感情が高まっていった。
1911年12月29日、ハルハの王公たちはチベット出身のジェブツンダンバ8世を皇帝（ハーン）に推戴して清からの独立を宣言した。それまでボグド・ゲゲーン（お聖人さま）と呼ばれていたジェブツンダンバ8世はこれ以降、「ボグド・ハーン」と呼ばれるようになる。よってこの政権をボグド・ハーン政権と呼ぶが、国号はあくまで「モンゴル国」であった。
ボグド・ハーン政権は1924年にモンゴル人民共和国に代わり、1992年に現在のモンゴル国となっていく。

### モンゴル国の主要民族として
現在のモンゴル国の領域はかつての外モンゴルであり、そのほとんどを占めていたのがチェチェン・ハーン部，トシェート・ハーン部，サイン・ノヤン部，ジャサクト・ハーン部といったハルハ系の部族であった。よって、現代モンゴルを構成する国民のほとんどはハルハの子孫ということになる。

## 構成部族

### 五部（タヴ・オトク）ハルハ
- ジャルート(J̌arud)
- バアリン(Baγarin)
- バヤウト(Bayaud)
- コンギラト(Qonggirad)
- オジェート(Öǰiyed)

### 七旗（ドロー・ホシューン）ハルハ
- ジャライル(J̌alayir)
- ウネゲト(Üneged)
- ベスート(Besüd)
- エルジゲン(Elǰigen)
- キレグート(Kiregüd/Kerüd)
- ゴールラス(Γoorlus)
- フルフ・キュリエ(Quruqu küriye)
- チュググル(Čügügür)
- フフジット(Kökeǰid)
- ハタギン(Qatagin)
- タングート(Tangγud)
- サルタグル(Sartaγul)
- ウリヤンハン(Uriyangqan)

## 歴代部族長

### 五部（タヴ・オトク）ハルハ
1. アルジュボラト…ダヤン・ハーンの第5子
2. フルハチ…アルジュボラトの子

### 七旗（ドロー・ホシューン）ハルハ
- ゲレセンジェ・ジャライル・ホンタイジ（格埒森扎扎賚爾琿台吉）…ダヤン・ハーンの末子
  - アシハイ（阿什海、達爾漢琿台吉）→ジャサクト・ハーン家、アルタン・ハーン家
  - ノヤンタイ（諾顔泰、哈坦巴図爾）
  - ノーノフ（諾諾和、偉徴諾顔）→トシェート・ハーン家
  - デルデン・クンドゥレン（徳勒登昆都倫）
  - アミンドラル（阿敏都喇勒）→チェチェン・ハーン家
  - オトカン・ノヤン（鄂特歓諾顔）

アルタン・ハーン
1. ショロイ・ウバシ・ホンタイジ（? - 1623年）…アシハイの孫、トゥメンダラの子
2. バトマ・エルデニ・ホンタイジ（1623年 - 1652年）…ショロイ・ウバシ・ホンタイジの子
3. エリンチン・ロブザン・タイジ（1652年 - ?）…バトマ・エルデニ・ホンタイジの子

### ハルハ左翼部
ジャサク・ドロイ・ベイレ（扎薩克多羅貝勒）
1. ゴンボイルデン（袞布伊勒登）（1664年 – 1682年）
2. ロブサン（羅卜蔵）（1682年 – 1707年）…ゴンボイルデンの長子
3. ジュンドゥイ（準對）（1707年 – 1719年）…ロブサンの長子
4. ガルサン（噶勒桑）（1719年 – 1759年）…ジュンドゥイの長子
5. アユル（阿裕爾）（1759年 – 1796年）…ガルサンの第三子
6. ナムルライジャブ（那穆爾賚扎布）（1796年 – 1815年）…アユルの孫
7. バンザンシリ（班咱什哩）（1815年）…ナムルライジャブの弟
8. シャクドルジャブ（沙克都爾扎布）（1815年 – 1830年）…ナムルライジャブの子
9. バヤンバートル（巴彦巴図爾）（1830年 – 1870年）
10. ドゥイグルスロン（堆固爾蘇隆）（1870年 – 1890年）…バヤンバートルの子
11. ブリンマンドフ（布林曼都呼）（1890年 – 1897年）
12. ルルムセリン（魯勒木色楞）（1897年 - ?）

### ハルハ右翼部
ジャサク・ドロイダルハン・ベイレ（扎薩克多羅達爾漢貝勒）
1. ベンタル（本塔爾）（1653年 - 1669年）
2. ノネイ（諾内）（1669年 - 1707年）…本塔爾の第四子
3. ジャンダグミ（詹達固密）（1708年 - 1728年）…諾内の第八子
4. ラワンドルジ（拉旺多爾済）（1729年 - 1781年）…詹達固密の長子
5. ツェブテンナムジャル（車布登納木扎勒）（1781年 - 1799年）…拉旺多爾済の長子
6. ジョンジルツェリン（忠済勒車璘）（1800年 - 1822年）…車布登納木扎勒の長子
7. グンチュクチョクピル（貢楚克綽克丕勒）（1822年 - 1824年）…忠済勒車璘の子
8. ツェワンドブジ（車旺都布済）（1824年 - 1844年）…貢楚克綽克丕勒の弟
9. ソトナムドルジ（索特那木多爾済）（1844年 - 1863年）…車旺都布済の子
10. グンサン（貢桑）（1863年 - 1880年）…索特那木多爾済の弟
11. ツェリンドルジ（車林多爾済）（1880年 - 1890年）…貢桑の子
12. ユンダンワンチュク（雲端旺楚克）（1890年 - ?）…車林多爾済の子

グサイ・ジョリクト・ベイセ（固山卓哩克図貝子）
1. ゴンボ（袞布）（1653年 - 1661年）…達爾漢親王本塔爾の従子
2. ダルジャイ（達爾扎）（1661年 - 1682年）…袞布の長子
3. グルシシ（固嚕什希）（1683年 - 1704年）…達爾扎の長子
4. バトマワンジャル（巴特瑪旺扎勒）（1704年 - 1756年）…固嚕什希の長子
5. チェンベル（車木伯勒）（1756年 - 1780年）…巴特瑪旺扎勒の次子
6. ツェテンドルジ（車登多爾済）（1780年 - 1786年）…車木伯勒の長子
7. ドンユエト（東岳特）（1786年 - 1795年）…車登多爾済の弟
8. チリクラシ（吉礼克喇錫）（1795年 - 1820年）…東岳特の子
9. ユンダンガイルブ（蘊丹蓋魯布）（1820年 - 1866年）…吉礼克喇錫の従子
10. アユルブネ（阿育爾布呢）（1866年 - 1887年）…蘊丹蓋魯布の子
11. ミンジュルドルジ（明珠爾多爾済）（1887年 - ?）…阿育爾布呢の子

グサイ・ベイセ（固山貝子）
1. バンバシシ（本巴什希）（1653年 - 1675年）…達爾漢親王本塔爾の弟
2. バトマ（巴特瑪）（1676年 - 1686年）…本巴什希の次子
3. ジンムバ（進穆巴）（1687年 - 1714年）…巴特瑪の長子
4. ダジ（達済）（1715年 - 1728年）…進穆巴の長子
5. バンディダ（班第達）（1729年 - 1735年）…巴特瑪の次子
6. アラブダン（阿喇布坦）（1735年 - 1760年）…班第達の長子
7. バルジュンドルジ（巴爾準多爾済）（1761年 - 1797年）…阿喇布坦の長子
8. ラシナムジャル（喇什那木扎爾）（1797年 - 1804年）…巴爾準多爾済の次子
9. アディヤ（阿第雅）（1804年 - 1850年）…喇什那木扎爾の長子
10. セルブグンゲ（色勒布貢格）（1850年 - 1868年）…阿第雅の子
11. トゥオグオワ（托果瓦）（1868年 - ?）…色勒布貢格の弟

トシエ・グン（鎮国公）
1. サマディ（薩瑪第）（1675年 - 1686年）…達爾漢親王本塔爾の第五子
2. ゴンボアラブダン（袞布阿喇布坦）（1687年 - 1705年）…薩瑪第の長子
3. ソノムバンジュル（索諾木班珠爾）（1705年 - 1731年）…袞布阿喇布坦の長子
4. ゴンゲアラブダン（恭格阿喇布坦）（1731年 - 1773年）…索諾木班珠爾の長子
5. グンチュクドンルブ（袞楚克棟囉布）（1773年 - 1774年）…恭格阿喇布坦の長子
6. ダンジンドルジ（丹津多爾済）（1775年 - 1807年）…袞楚克棟囉布の長子
7. ガルサンツェリン（噶爾桑車林）（1807年 - 1840年）…丹津多爾済の子
8. グサン（貢桑）（1840年 - 1883年）…噶爾桑車林の子
9. カンチュクダワ（寛楚克達瓦）（1883年 - 1887年）…貢桑の子
10. モロム（莫羅木）（1887年 - 1894年）
11. ノルブサンブ（諾爾布散布）（1894年 - ?）…莫羅木の子

### ジャサクト・ハーン部
ジャサクト・ハーン（扎薩克図汗）
- ライフル・ハーン（賚瑚爾汗）…アシハイの孫、バヤンダラの子

1. スブディ（ソバンタイ）・ジャサクト・ハーン（素巴第、扎薩克図汗）（? - 1647年）…ライフル・ハーンの子
2. ノルブ（諾爾布、畢錫哷勒図汗）（1647年 – ?）…スブディの子
3. ワンシュク（旺舒克、扎薩克図汗）（? - 1662年）…ノルブの子
4. チェングン（成袞）（1670年 – 1687年）…ワンシュクの弟
5. ツェワンジャブ（策旺扎布、和碩親王）（1691年 - 1732年）…チェングンの子、ジャサクト・ハーン部と称す

ジャサクト・ハーン兼ドロイ・ギュンワン（多羅郡王）
1. プンスクラブダン（朋素克喇布坦）（多羅郡王：1691年 - 1712年）
2. ゲレクヤンベル（格哷克延丕勒）（多羅郡王：1712年 - 1741年、ジャサクト・ハーン：1732年 - 1741年）…プンスクラブダンの子
3. バルダル（巴勒達爾）（1741年 - 1770年）…ゲレクヤンベルの長子
4. ジワンバルジャイ（斉旺巴勒斎）（1770年 - 1791年）…バルダルの長子
5. ブニラテナ（布尼拉忒納）（1791年 - 1823年）…ジワンバルジャイの長子
6. マニバジャル（瑪呢巴咱爾）（1823年 - 1840年）…ブニラテナの子
7. ツェリンドンドゥブ（車林端多布）（1840年 - 1877年）…マニバジャルの子
8. ドルジパラマ（多爾済帕拉瑪）（1877年 - 1898年）…ツェリンドンドゥブの子
9. ソトムナムダン（索特木那木坦）（1898年 - ?）…ドルジパラマの子

### トシェート・ハーン部
トシェート・ハーン（土謝図汗）
- アバダイ・ハーン（阿巴岱、斡斉頼賽因汗）…ノーノフの長子
- エリエイ・メルゲン・ハーン（額列克、墨爾根汗）…アバダイの次子

1. ゴンボ・トシェート・ハーン（袞布、土謝図汗）（? - 1673年）…エリエイ・メルゲン・ハーンの子
2. チャグンドルジ（察琿多爾済）（1673年 - 1700年）…ゴンボ・トシェート・ハーンの子
3. ドンドゥブドルジ（敦多布多爾済）（1700年 - 1702年）…チャグンドルジの孫、ガルダンドルジ（噶勒丹多爾済）の子
4. ドルジエルデニアハイ（多爾済額爾徳尼阿海）（1702年 - 1711年）…チャグンドルジの次子
5. ワンジャルドルジ（旺扎勒多爾済）（1711年 - 1732年）…ドルジエルデニアハイの長子
6. ドンダンドルジ（敦丹多爾済）（1732年 - 1744年）…ワンジャルドルジの次子
7. ドンドゥブドルジ（敦多布多爾済）（1744年 - 1746年）…ワンジャルドルジの第4子
8. ヤンベルドルジ（延丕勒多爾済）（1746年 - 1759年）…ワンジャルドルジの長子
9. ツェテンドルジ（車登多爾済）（1759年 - 1793年、1794年 - 1815年）…ドンダンドルジの次子
10. ミンジュルドルジ（敏珠爾多爾済）（1793年）…ドンダンドルジの長子
11. エイダブドルジ（額依多布多爾済）（1815年 - 1829年）…ツェテンドルジの子
12. エリンタイ（雅凌泰）（1829年 - 1832年）…エイダブドルジの子
13. ツェリンドルジ（車林多爾済）（1832年 - 1863年）…エリンタイの子
14. ナスンチョクトゥ（那遜綽克図）（1863年 - 1900年）…ツェリンドルジの子
15. セナンイルドルジ（色嚢依勒多爾済）（1900年 - 1904年）…ナスンチョクトゥの子
16. ダシニマ（達什尼瑪）（1904年 - ?）…セナンイルドルジの子

### チェチェン・ハーン部
チェチェン・ハーン（車臣汗）
- モーロボイマ（謨囉貝瑪）…アミンドラルの子

1. ショロイ・チェチェン・ハーン（碩塁車臣汗）（? - 1655年）…モーロボイマの子
2. バブ（巴布）（1655年 - 1683年）…ショロイの子
3. ノルブ（諾爾布）（1683年 - 1688年）…バブの子
4. ウメハ（烏黙客）（1688年 - 1709年）…ノルブの孫、チェチェン・ハーン部と称す
5. グンチェン（袞臣）（1709年 - 1728年）…ウメハの長子
6. ツェブテンバンジュル（車布登班珠爾）（1728年 - 1733年）…グンチェンの長子
7. チョイジャブ（垂扎布）（1733年 - 1735年）…ウメハの従弟
8. ダマリン（達瑪璘）（1735年 - 1751年）…グンチェンの次子
9. マニバダラ（嘛呢巴達喇）（1751年 - 1767年）…ダマリンの長子
10. ツェブテンジャブ（車布登扎布）（1767年 - 1788年）…ダマリンの次子
11. ジワンドルジ（斉旺多爾済）（1788年 - 1795年）…ツェブテンジャブの長子
12. プンチュクドルジ（朋楚克多爾済）（1795年）…ジワンドルジの次子
13. サンジドルジ（桑斉多爾済）（1796年 - 1800年）…ジワンドルジの長子
14. マハシリ（瑪哈什哩）（1800年 - 1807年）…プンチュクドルジの子
15. エンケトロ（恩克図嚕）（1807年 - 1817年）…マハシリの長子
16. アルタンシダ（阿爾塔什達）（1817年 - 1875年）…エンケトロの子
17. ツェリンドルジ（車林多爾済）（1875年 - 1893年）…アルタンシダの子
18. デムチュクドルジ（徳木楚克多爾済）（1893年 - 1909年）
19. アクワンナリン（阿克旺那林）（1909年 - ?）

### サイン・ノヤン部
扎薩克和碩親王（ジャサク・ホショイ・チンワン）
1. シャンバ（善巴）（1696年 - 1707年）…塔斯希布の子
2. ダシドンドゥブ（達什敦多布）（1707年 - 1726年）…シャンバの長子
3. ラマジャブ（喇嘛扎布）（1726年 - 1732年）…ダシドンドゥブの長子
4. デチンジャブ（徳沁扎布）（1733年 - 1762年）…ダシドンドゥブの次子
5. ノルブジャブ（諾爾布扎布）（1762年 - 1786年）…デチンジャブの長子
6. ツェテンジャブ（車登扎布）（1786年 - 1792年）…ノルブジャブの長子
7. エリンチンドルジ（額璘沁多爾済）（1793年 - 1800年）…ツェテンジャブの子
8. プンチュクダシ（朋楚克達什）（1802年 - 1817年）…エリンチンドルジの弟
9. ツェリンドルジ（車林多爾済）（1817年 - 1853年）…プンチュクダシの子
10. デムチョイ（徳木吹）（1853年 - 1871年）…ツェリンドルジの子
11. ツェリンドンドゥブ（車林端多布）（1871年 - 1883年）…デムチョイの子
12. トグスワジル（特固斯瓦斉爾）（1883年 - 1896年）…ツェリンドンドゥブの子
13. ナムナンスルン（那木嚢蘇倫）（1896年 - ?）…トグスワジルの子

## 記憶遺産への登録
ハルハにおけるチンギス・ハーンの家系が遊牧民社会に与えた影響（チンギス統原理）を証明する物証として、2024年に「Family Chart of Hereditary Lords of the Khalkha Mongols, the House of Genghis Khan（ハルハ・モンゴルの世襲領主、チンギス・ハーンの家系図）」がユネスコが推進する世界の記憶（記憶遺産）アジア・太平洋地域版に登録された。